# Mélodie Nelson
Pour les articles homonymes, voir Nelson.
Ne doit pas être confondu avec Histoire de Melody Nelson.
Mélodie Nelson est une autrice et journaliste québécoise originaire de Repentigny. 

## Biographie
Mélodie Nelson est originaire de Repentigny et réside à Montréal.  
Elle obtient un baccalauréat en études littéraires ainsi qu'un certificat en histoire de l’art à l'Université du Québec à Montréal. Elle étudie actuellement en bibliothéconomie.  
Elle publie en 2010 l’autobiographie littéraire Escorte, basée sur son expérience personnelle en tant que travailleuse du sexe. Son livre, publié aux éditions Transit, sera traduit en anglais chez le même éditeur. Mélodie se lance ensuite dans la fiction et publie le roman Juicy en 2017, une parodie de roman Harlequin.   
Elle travaille comme chroniqueuse et journaliste, entre autres auprès du Journal de Montréal, le journal 24heures et Urbania. Elle a également publié des textes dans les revues littéraires québécoises Moebius et Estuaire.  
Revendiquant le droit des femmes d'utiliser leur corps selon leur libre arbitre, Mélodie est venue à la défense d'une étudiante de l'UQAM, Hélène Boudreau, qui a été attaquée en justice par son université parce que cette dernière avait publié des photos explicites accompagnées du logo de l’établissement,. Mélodie avait publié sur son compte Instagram en avril 2021 : « Moi aussi, je suis diplômée de l’UQAM. J’ai payé mes études en travaillant comme escorte et serveuse sexy. Les travailleuses du sexe méritent le respect ».    
En 2019, Mélodie compte parmi les 22 finalistes du Prix de la poésie de Radio-Canada pour son poème nous sommes les filles qui mourront sans être remarquées.     
Depuis décembre 2020, elle co-écrit Nouvelles intimes, une infolettre publiée sur la plateforme Substack, en collaboration avec la journaliste Natalia Wysocka. Ses articles traitent de sujets jugés tabous, dont notamment l'industrie du travail du sexe.  
En 2022, elle publie La mécanique des désirs, un roman mi-autobiographique. Lors de la promotion de son livre, elle déclare vouloir normaliser le métier de travailleuse du sexe pour qu'il soit considéré comme un travail à proprement parler et qu'il soit « dans un cadre de droit ».  

## Œuvres

### Récits autobiographiques
- Escorte : Autobiographie littéraire, Montréal, Transit, 4 mai 2010, 203 p. (ISBN 978-1-926745-42-8)
- (en) Escort girl : A personal memoir, Montréal, Transit, 2010, 189 p. (ISBN 978-1-926-74549-7)

### Romans
- Juicy : Une idylle à quatre pattes, Montréal, Les éditions de Ta mère, 11 septembre 2017, 178 p. (ISBN 978-2-924670-26-2)
- La mécanique des désirs, Éditions Château d'encre, coll. « Walkyries », 1er novembre 2022, 184 p. (ISBN 978-2-924847-24-4)

### Chapitre de livres, anthologies, collectifs et autres
- Je suis indestructible (Sous la direction littéraire de Roxanne Guérin et Tanya St-Jean), Éditions Somme toute, 2019, 160 p. (ISBN 978-2-89794-100-0)
- Jean-Marc Beausoleil (préface de Mélodie Nelson), Pornodyssée : Une saison dans l'industrie pornographique québécoise, Montréal, Éditions Somme toute, 24 août 2020 (ISBN 978-2-897-94163-5)

- Une nouvelle dans Douze histoires de plage et une noyade, Montréal, Coups de tête, 2015, 300 p.(ISBN PR965610)[11]
- Un chapitre dans J'irai me crosser sur vos tombes d’Édouard H. Bond, Les Éditions Numeriklivres, 2010,  (ISBN 9782919248186)[12],[11]
- Ce qu'un jeune mari devrait savoir (une œuvre collective), Montréal, Éditions Marchand de feuilles, 2021, 212 p. (ISBN 978-2-925-05913-4), « Chronique pour un mari parfait »
- Nos hontes vous reviendront armées (sous la direction de Mélodie Drouin), Hamac, 11 avril 2022, 128 p. (ISBN 978-2-925-08764-9)
- Nuits magiques (sous la direction de Laurie Dupont), Montréal, KO Éditions, 13 septembre 2023 (ISBN 978-2-924-96598-6)

## Prix et honneurs
- 2019 : Finaliste du Prix de poésie de Radio-Canada (pour nous sommes les filles qui mourront sans être remarquées)[13]